# جرمی کامینگز
جرمی کامینگز (انگلیسی: Jeremy Cummings؛ زادهٔ november ۷, ۱۹۷۶ (۴۸ سال)) ورزشکار بیسبال اهل ایالات متحده آمریکا است.
وی در مسابقات کشوری و بین‌المللی در مجموع برندهٔ ۱ مدال برنز شده‌است.